# Offentlig ydmygelse
Offentlig ydmygelse er en skamfuld eksponering af en person, almindeligvis en gerningsmand eller en fange, især på en offentlig lokalitet. Det blev regelmæssigt brugt som afstraffelse i tidligere tider og praktiseres fortsat på forskellige måder i nyere tid.
I USA var det almindeligt i det 19. århundrede og det udgik af almindelig brug i det 20. århundrede. Der er dog set en genoptagning i 1990'erne. 

## Skamfulde eksponeringer
Offentlig ydmygelse kunne foregå på en række forskellige måder. Typisk blev de kriminelle placeret i midten af byerne, og de lokale befolkninger fungerede som en slags pøbelvælde overfor de enkelte. Afstraffelsen med offentlig ydmygelse kunne bl.a. være, at en gerningsmand blev tvunget til at relatere til sin gerning. Det kunne være en musiker, der blev tvunget til at spille på skamfløjte, eller en der blev tvunget til at gå med en krans for at komme for sent i kirke. Gerningsmanden kunne alternativt blive dømt til at blive eksponeret på et bestemt offentligt sted i en fastholdelsesanordning.
I Nederlandene blev der benyttet ("Skammens stol") (en type kag) ved ægteskabsbrud eller en ("skammens pæl") og der blev benyttet et skafot, hvorfra personen blev sparket ud fra, således at vedkommende kunne lande i mudder og snavs.
I mere ekstreme tilfælde kunne gerningsmanden også blive udsat for psykisk og fysisk mishandling fra menneskemasserne. Dette kunne have alvorlige konsekvenser, især når hænderne på gerningsmanden ikke var fri og vedkommende derfor ikke kunne beskytte sig selv. Nogle domme beskriver yderligere ydmygelse som barbering eller korporlig afstraffelse.
I Kolonitidens Amerika var gabestok og kag almindelige former for offentlig ydmygelse, som var importerede fra Europa. De fleste byer af nævneværdig størrelse havde redskaber til offentlig ydmygelse, almindeligvis på byens torv.
I Japan før verdenskrigene blev ægteskabsbrydere offentligt eksponeret, så de kunne mærke skammen.
Efter kolonitiden er retslig brug af offentlig ydmygelse i USA i det store hele ophørt, eftersom det i dag anses som en ondskabsfuld og unødvendig afstraffelse, hvilket er forbudt ifølge USA's forfatning.
I Indien foregår offentlig ydmygelse fortsat, det gælder afklædning og fysisk vold mod offeret. Årsager kan være mord eller påstået mord, manglende betaling af medgift, hekseri eller ægteskab på tværs af kaster.
Som andre pinefulde afstraffelser så kan der drages paralleller til korporlige afstraffelsesmetoder indenfor uddannelsessektoren eller i private sammenhænge, hvor der er nogen grad af tilskuere.
Det inkluderer at være tvunget til at bære nogle skilte som "donkey ears" (efterlignet på papir som et tegn på at vedkommende er- eller som minimum har opført sig dumt, at gå med dosmerhat, at skulle stå, knæle eller bukke sig i et hjørne eller gentagne gange skrive noget på tavlen som ("jeg vil ikke sprede rygter", for eksempel). Dertil kan tilføjes forskellige niveauer af fysisk ubehag, såsom at skulle holde tunge objekter, gå barfodet eller knæle på en ujævn overflade. Fysisk afstraffelse og barsk ydmygelse er kontroversiel i de fleste moderne samfund, hvilket i mange tilfælde har ført til lovgivningsmæssige restriktioner og/eller frivillig afskaffelse.
Hovedbarbering er en ydmygende afstraffelse at få tildelt ved lov, men det kan også foretages som et led i folkemassernes retfærdighed. Et stærkt eksempel derpå er de titusinder af kvinder, der efter 2. verdenskrig fik deres hoveder barberet foran hujende folkemængder, som en afstraffelse for deres engagement med den nazistiske besættelsesmagt under krigen.
Tvang af mennesker til at gå barfodet har været benyttet som en mere ubesværet og raffineret form for ydmygelse i de fleste civiliserede kulturer. Det har primært skabt en visuel kontrast og nogen grad af fysisk diskomfort. Eksponeringen af de bare fødder fungerede ofte som en indikator på tilfangetagelse og slaveri. I dag skal fanger i nogle lande fortsat gå barfodede.
Eftersom fodtøj typisk bæres af alle socialklasser i de mest civiliserede samfund, så symboliserer de bare fødder et tab af social status. Det medfører desuden en grad af ydmygelse.
Yderligere metoder til offentlig ydmygelse omfatter, at folk tvinges til at bruge bestemte slags tøj som tvungen brug af fx fangedragter.
Eksponering af arresterede eller fanger i offentligheden i fastholdelsesanordninger, såsom håndjern, fodlænker eller lignende enheder fungerer også som offentlig ydmygelse foruden dets sikkerhedsmæssige aspekt.

## Korporlig afstraffelse
Det er nemmest at administrere smertefuld korporlig afstraffelse i offentlighed, eftersom dets primære formål er at afskrække potentielle gerningsmænd, således at vidnerne til afstraffelsen oplever gerningsmanden frygt og pinsler. Det kan foregå på en bys torv, skole eller en anden offentlig tilgængelig lokalitet. Fra skolen kendes afstraffelsen fra brug af spanskrøret.
En lignende afstraffelse kendes fra flåden, hvor der blev gjort brug af pisken nihalet kat. I nogle lande praktiseres offentlig fodpiskning, også nu om dage.
- Ydmygelsen og nedbrydningen er generelt intensiveret når gerningsmanden får taget tøjet af (delvist eller helt) eftersom at eksponeringen får personen til at føle sig sårbar og hjælpeløs. En almindelig og og simpel form for ydmygende eksponering består i at tage skoene af vedkommende og holde vedkommende barfodet under afstraffelsen.
- Yderligere intensivering af offentlig ydmygelse og nedbrydning under afstraffelsen består af at tvinge folk til at iklæde sig bestemte slags tøj, hvilket kan være fangedragter eller gammelt snavset tøj.
- Selv når det ikke foregår i fuld offentlighed, kan ydmygelsen stadig være psykisk smertefuld.
- Korsfæstelse blev benyttet af romerne, dermed blev offentlig ydmygelse til dødsstraf. Josefus beskrev, hvordan romerske soldater korsfæstede folk nøgne og benyttede forskellige svære positurer for at ydmyge dem yderligere. Korsfæstede kroppe blev som afskrækkelse efterladt på korset i flere uger.

### Torturmærker
Ydmygelsen kan udvides ved at efterlade synlige mærker såsom arvæv på de kropsdele, der er synlige med tøj på. Det fungerer også som et kriminalregister. Det kan være den primære intention ved afstraffelsen, og arvævet fungerer som en slags brændemærke (branding). Afhugning eller afskæring af kropsdele kan også finde sted. Det kan være amputation af fingre, hænder, tæer, fødder eller ører. Tjære og fjer kan også benyttes som udvidet ydmygelse.